# Sicyopsis blanchardata
Sicyopsis blanchardata là một loài bướm đêm trong họ Geometridae.